# Léonard Murialdo
Léonard Murialdo, né le 6 octobre 1828 à Turin (Italie) et y décédé le 30 mars 1900, est un prêtre italien, fondateur de la Congrégation de saint Joseph et directeur du Collegio Artigianelli pour l'assistance à l'insertion dans le monde du travail de la jeunesse.
Canonisé le 3 mai 1970, il est liturgiquement commémoré le 30 mars et le 18 mai.

## Vie et œuvre
Leonardo naquit à Turin, le 6 octobre 1828, dans un milieu aisé. Son père était agent de change. Ce dernier mourut en 1833, et son fils partit, trois ans après, au collège de Savone pour y faire son éducation. De retour à Turin, en 1845, il continua ses études pour devenir prêtre, et fut ordonné le 20 septembre 1851.
En plus de ses activités pastorales, qu'il accomplissait avec ferveur et simplicité, il devint, à l'instar de Don Bosco, un pionnier dans l'éducation des jeunes. Pour ce faire, il créa un bureau catholique de placement afin de venir en aide aux ouvriers au chômage, et une école technique pour les jeunes travailleurs ainsi qu'une union des ouvriers catholiques en vue de la défense de leurs droits. Il fonda l'Association de la Bonne Presse en 1876 et fut à l'origine du journal La Voce dell’Operaio (La voix de l'Ouvrier), qui existe encore aujourd'hui sous le nom de La Voce del Popolo (it) 
En 1857, Don Bosco lui confiait la direction de l'Oratoire de Saint Louis.
Soucieux de parfaire ses études de théologie et de droit canon, Leonardo se rendit à Paris, au séminaire Saint Sulpice, en 1865, où il découvrit la Société de Saint-Vincent-de-Paul. Il séjourna aussi brièvement à Londres, avant de revenir à Turin en 1866.
En 1873, il fonda la Congrégation de saint Joseph, institut sacerdotal, qui se donnait pour but « d'éduquer par la piété et l'instruction culturelle et technique les jeunes gens pauvres, orphelins, abandonnés, ou ayant besoin de s'amender ».
Il souhaitait que la religion, telle qu'elle l'illuminait et qu'il la pratiquait soit à la fois humaine et surnaturelle. Il disait :
« Ajoutez à la vertu, la bonté, la douceur, la patience, l'esprit d'amitié, le naturel, l'aisance, la joie ».
D'une grande activité auprès de ses fidèles, et plus particulièrement de la jeunesse fragile, il vivait d'une foi simple affermie par la prière.
« L'homme qui prie est le plus puissant du monde ».
En 1885, il défendra la journée de huit heures.
Leonardo Murialdo mourut à la suite d'une pneumonie, le 30 mars 1900. Il fut d'abord inhumé dans le cimetière général, puis, sa dépouille fut transférée dans la paroisse Sainte Barbara. Actuellement, depuis 1971, un an après sa canonisation, il est vénéré dans le sanctuaire de Borgo Vittoria. Sa fête dans l'Ordre des Salésiens est fixée au 18 mai.

## Le Collège Artigianelli

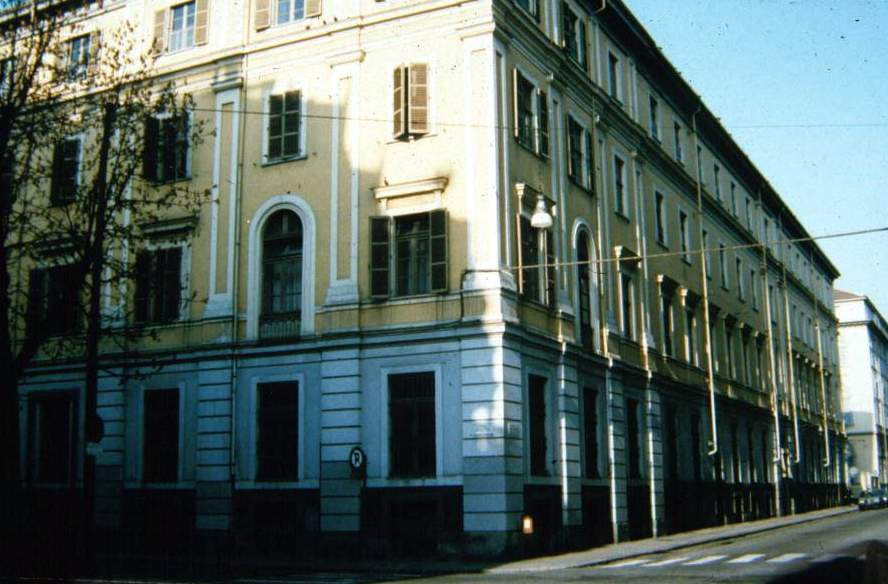
Le Collège Artigianelli.

C'est à son retour à Turin, en 1866, que l'évêque confia à Leonardo Murialdo la direction du Collège Artigianelli (it).
Là, étaient accueillis les enfants pauvres : « Pauvre et abandonné, telles sont les deux conditions essentielles pour qu'un jeune soit des nôtres ». Pour les soustraire à l'influence de la rue. Il s'y investit totalement, en vue de faire des enfants qui lui étaient confiés, des ouvriers compétents et travailleurs.
Le College Artigianelli existe toujours aujourd'hui et représente actuellement une référence pour la formation professionnelle et l'insertion dans le monde du travail.

## Vénération et souvenir

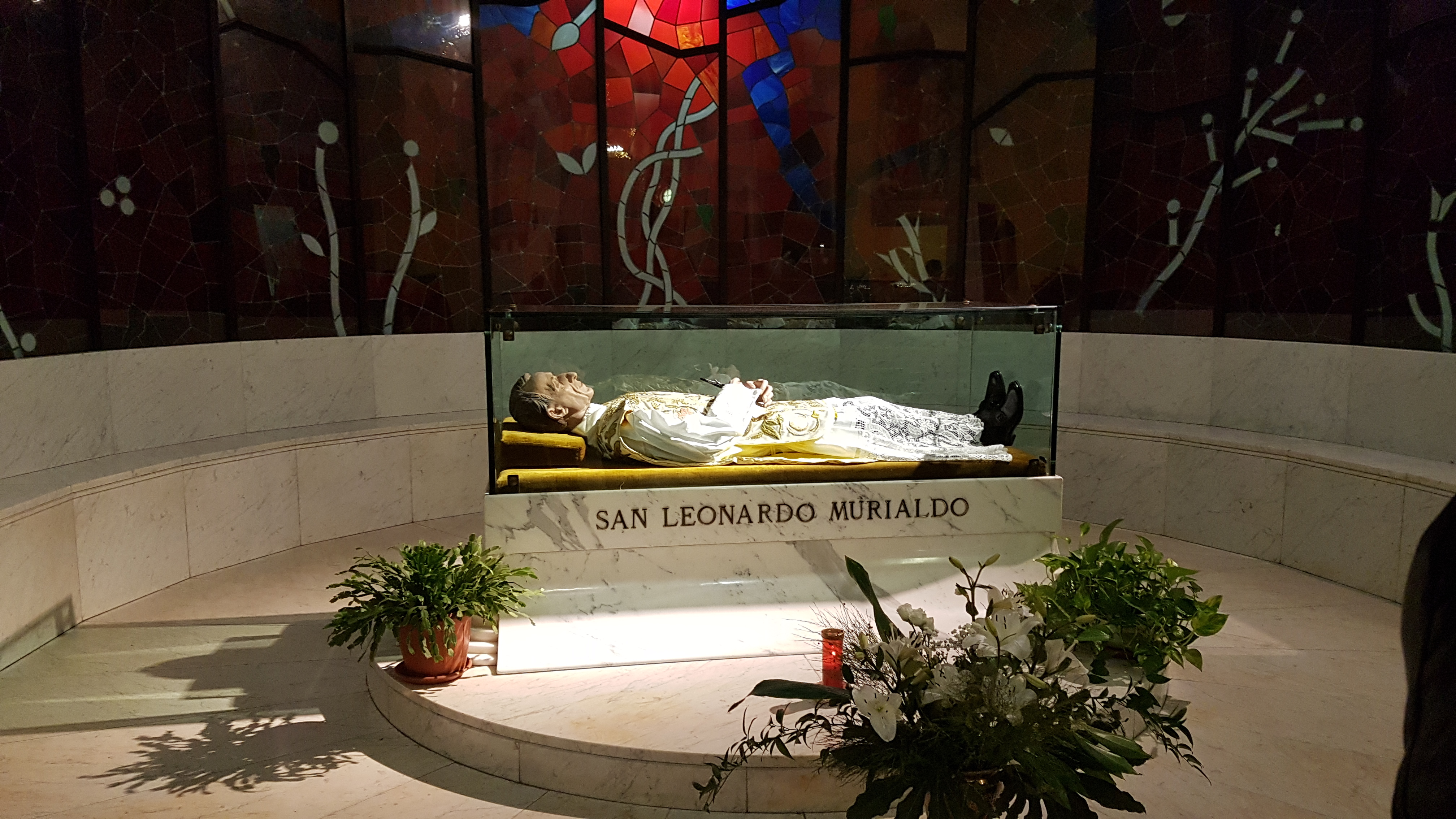
Châsse contenant le corps du saint, sanctuaire Notre-Dame-de-la-Santé Turin.

- Leonardo Murialdo a été béatifié le 2 novembre 1963 à Rome par le Pape Paul VI, et canonisé le 3 mai 1970 par le Pape Paul VI. Liturgiquement il est commémoré le 30 mars, jour de sa mort.
- En 2000, à l'instigation du Pape Jean-Paul II, le centenaire de sa mort a été célébré.

## Citations
- « Le laïc, de n'importe quelle classe sociale peut être aujourd'hui un apôtre, pas moindre qu'un prêtre, et, dans certains milieux, plus qu'un prêtre »[3].

## Sources
- Osservatore Romano : 2000 n.18 p.4
- Documentation Catholique : 1963 ol.1557-8; 1970 p.592
- (it) Article de Daniele Bolognini - 2007 - dans Santibeati

- (it) Cet article est partiellement ou en totalité issu de l’article de Wikipédia en italien intitulé « Leonardo Murialdo » (voir la liste des auteurs).